# José María Bermejillo e Ibarra
José María Bermejillo e Ibarra (Valmaseda, Vizcaya, España 9 de febrero de 1839, Ciudad de México, 1 de septiembre de 1904) fue un empresario de origen español en México durante la segunda mitad del siglo XIX.
Sus aportaciones empresariales lo llevaron a ser fundador y socio de diversas empresas en México, algunas de la cuales persisten en la actualidad.

## Biografía
Hijo de Cosme Antonio Bermejillo y Machín (1796-1861) y de María Bonifacia de Ibarra y Gorrita (1795-1850), nació en una familia de clase media en la que convivía con 9 hermanos.
Alrededor de la década de los 1850 decidió emigrar con destino a México para probar suerte al lado de sus hermanos Eugenio y Pío, quienes previamente habían fundado la casa comercial Bermejillo y Compañía en la capital del país, dedicados a la importación y comercialización de abarrotes mexicanos y españoles y a la exportación de azúcar, así como prestamistas otorgando créditos a particulares y al gobierno, en medio de un país afectado por las profundas crisis internas y externas. La casa comercial ubicada en la calle de Capuchinas 10 en el centro de la ciudad (actualmente la calle de Venustiano Carranza 69), destacó por ser una de las principales casas bancarias y de comercio en México durante la segunda mitad del siglo XIX. 
El 4 de septiembre de 1861, José María contrajo nupcias con María Dolores Mariana Martínez Negrete y Alba, hija del importante empresario también de origen español Francisco Martínez Negrete Ortiz de Rozas y de Josefa de Alba y Ortiz de Rozas en la ciudad de Guadalajara, Jalisco, México, con quien procrea 9 hijos. José María trabaja al lado de su suegro por más de 10 años de 1862 a 1873 en lo que era el negocio principal de la familia, la Casa Mercantil Martínez Negrete. Después de la muerte de su suegro en 1874 y de la de su hermano Pío, 1882, se convierte en el nuevo líder de la familia dedicandose a la dirección y administración de la casa Bermejillo y Compañía. 

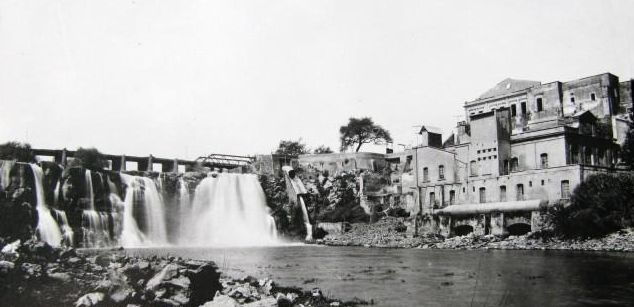
Hacienda de Jesús María y su Hidroeléctrica

Su esposa María Dolores, hereda de su padre las haciendas de "El Castillo", "La Azucena" y "Jesús María" en lo que actualmente son los municipios de El Salto y Juanacatlán en Jalisco.  En la hacienda de "Jesús María" al pie de la cascada del Río Grande, José María erige la primera planta hidroeléctrica de servicio público en la República Mexicana y en Latinoamérica, instalando en ella un generador de corriente alterna monofásica de 375 kilovatios y tres generadores de corriente continúa de 80 kilovatios cada uno, accionados por tres turbinas hidráulicas de 500 caballos cada una. El 24 de junio de 1893 se inaugura la planta hidroeléctrica estando presentes altos personajes del Estado, como el Gobernador de Jalisco, Ing. Luis C. Curiel.

## Actividades Empresariales
En 1889, fue socio de la Compañía de Luz Eléctrica de Guadalajara, la cual tenía como objetivo suministrar alumbrado eléctrico en la ciudad de Guadalajara.

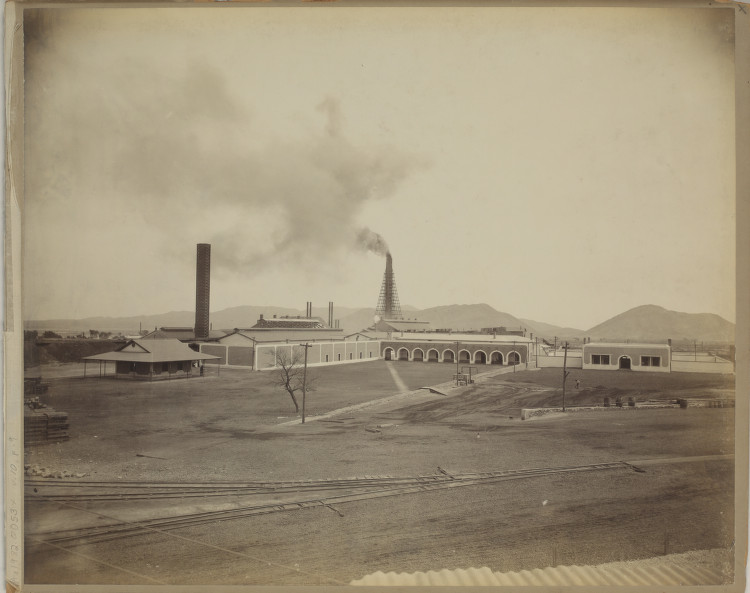
Minera Peñoles, Mapimí, Durango

Durante las décadas de los 1880 y 1890, como parte de la creación de diferentes medidas legislativas por el gobierno de México, que favorecieron la actividad económica del país y la reorganización del sistema bancario, José María Bermejillo participó en el financiamiento de la actividad minera en todo el país, siendo fue propietario de la mina de la Ojuela en 1883 en Mapimí, Durango, y posteriormente socio fundador en 1887 en la compañía minera de Peñoles, actualmente Industrias Peñoles.
Otras de las actividades en las que invirtió José María Bermejillo, fue en el sector financiero de México, siendo reconocido como uno de los miembros de la primera generación de banqueros de la Ciudad de México, gracias a su participación en la creación de los bancos Nacional Mexicano y Mercantil Mexicano en 1882 y posteriormente como socio fundador y miembro del primer consejo de administración del Banco Nacional de México en 1884 junto con otros importantes accionistas entre ellos, Antonio de Mier y Celis, Félix Cuevas, Sebastián Robert, Bone Struck, entre otros. 

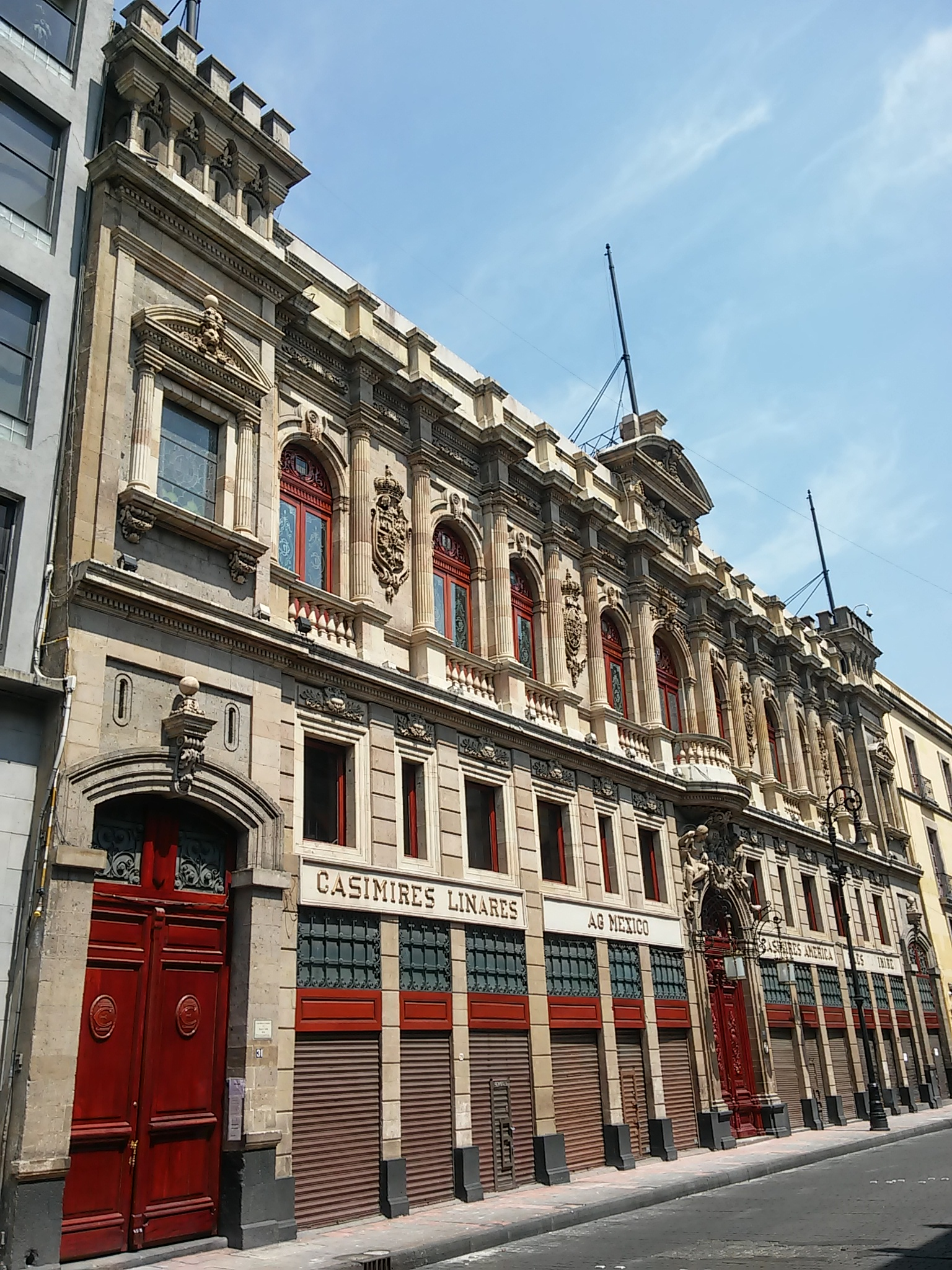
Casino Español de México

## Actividades civiles y culturales
Al mismo tiempo que José María realizaba su actividad empresarial, participó en diversos tipos de sociedades culturales, religiosas y civiles. Fue miembro y presidente del Casino Español en México en 1881 y en 1991, y de 1901 a 1903. Durante su presidencia se construyó el edificio que actualmente ocupa el Casino en la calle de Isabel La Católica en el centro de la Ciudad de México.
En diciembre de 1889, al lado del ministro plenipotenciario de España, Lorenzo Castellanos participó en el comité organizador de la fundación de la Cámara de Comercio Española junto con otros empresarios españoles como José Toriello Guerra, Ricardo Sainz, Juan Llamedo, Antonio Basagoiti, Casimiro del Collado, Félix Cuevas y Delfín Sánchez entre otros.